# Eric Morecambe
John Eric Bartholomew, známý pod uměleckým jménem Eric Morecambe (14. května 1926 – 28. května 1984) byl britský komik, televizní moderátor a bavič. Umělecké jméno Morecambe si zvolil podle svého rodiště, městečka Morecambe v Lancashire. Od roku 1941 až do své smrti vystupoval ve dvojici s Ernie Wisem. Spolu s ním vytvořil mimořádně populární televizní show The Morecambe & Wise Show (1968–1978 pro BBC, 1978–1983 pro Thames Television), kam přijala pozvání řada osobností, mimo jiné Beatles, Cliff Richard, Laurence Olivier, Tom Jones, Elton John či britský ministerský předseda Harold Wilson. Roku 1981 vydal novelu Mister Lonely. O jeho mimořádné popularitě v britském kulturním prostoru svědčí, že roku 2002 byl v anketě BBC zvolen 32. největším Britem.